# Джимо Бола Аколо
Джи́мо Бо́ла Ако́ло (Akolo; *1935) — нігерійський живописець.
Закінчив університет в місті Зарія (1961), вчився в Коледжі мистецтв Хорнсі (Лондон; 1962-63) та в США (1964-65). В жанрових композиціях («Африканське село», 1967) та пейзажах, виконаних в широкій живописній манері, відтворює побут та природу рідної країни.